# Cadillac DTS

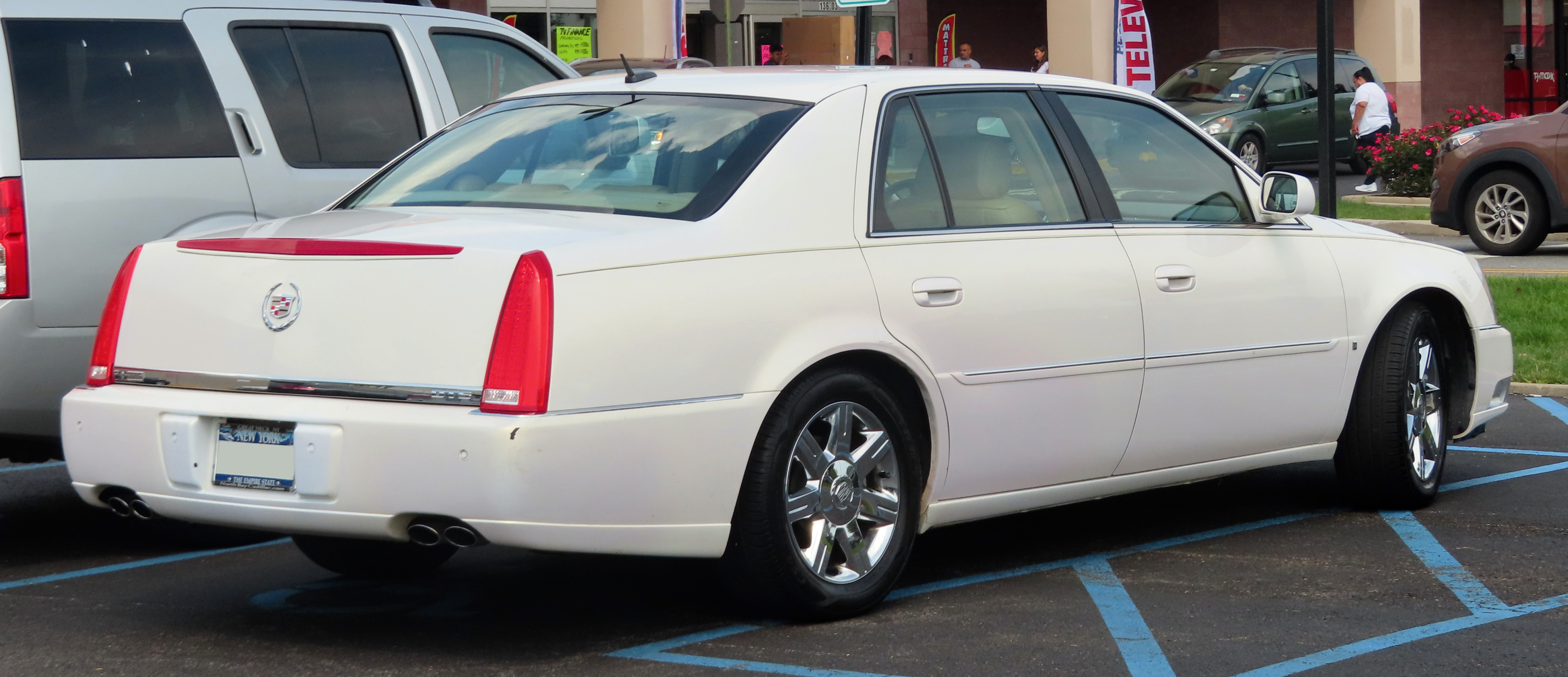
Вид сзади

Cadillac DTS (DeVille Touring Sedan) — полноразмерный люксовый автомобиль, производившийся компанией Cadillac с 2006 по 2011 год. Дебютировал в 2005 году на Чикагском автосалоне. Являлся модернизацией восьмого поколения Deville. Известный обозреватель Los Angeles Times Уоррен Браун назвал DTS «большим, исключительно комфортабельным переднеприводным седаном класса люкс».

## Описание
Cadillac DTS выпускался на платформе GM G и приводился в движение двигателем Northstar (V8) мощностью 205 кВт (275 л. с.) в комплектациях Standard, Luxury и Premium. DTS Platinum оснащался двигателем мощностью 218 кВт (292 л. с.). На момент выхода на рынок цена составляла 41195 долларов США.
В стандартную комплектацию входили подушки безопасности, газоразрядные ДХО и кожаная обивка сидений с электрической регулировкой. Дополнительно в комплектацию входили подогрев и охлаждение сидений, датчики стеклоочистителей, аудиосистема Bose, DVD-навигация, автоматическое затемнение фар, адаптивный круиз-контроль и подвеска Magnetic Ride Control.

## Технические характеристики
| Комплектация               | Годы производства | Двигатель              | Мощность                            | Крутящий момент         |
| -------------------------- | ----------------- | ---------------------- | ----------------------------------- | ----------------------- |
| Standard Luxury I, II, III | 2006              | 4.6 L Northstar LD8 V8 | 205 кВт (275 л. с.) при 5200 об/мин | 396 Н⋅м при 4400 об/мин |
| Standard Luxury I, II, III | 2007—2008         | 4.6 L Northstar LD8 V8 | 205 кВт (275 л. с.) при 6000 об/мин | 400 Н⋅м при 4400 об/мин |
| Standard Luxury Premium    | 2009—2011         | 4.6 L Northstar LD8 V8 | 205 кВт (275 л. с.) при 6000 об/мин | 400 Н⋅м при 4400 об/мин |
| Performance                | 2006              | 4.6 L Northstar L37 V8 | 217 кВт (291 л. с.) при 5600 об/мин | 388 Н⋅м при 4400 об/мин |
| Performance                | 2007—2009         | 4.6 L Northstar L37 V8 | 218 кВт (292 л. с.) при 6300 об/мин | 390 Н⋅м при 4500 об/мин |
| Platinum                   | 2008—2011         | 4.6 L Northstar L37 V8 | 218 кВт (292 л. с.) при 6300 об/мин | 390 Н⋅м при 4500 об/мин |

## DTS-L
Cadillac DTS-L являлся лимузином на базе Cadillac DTS, разработанным компанией Garford Motor Truck в ноябре 2006 года.

## Служебный автомобиль президента США
Впервые был представлен на второй инаугурации президента США Джорджа Буша. С 2010 года на этом автомобиле ездит вице-президент США. Ранее автомобиль принадлежал вице-президенту Канады Стивен Харперу.

## Продажи в Америке
| Год  | Продано |
| ---- | ------- |
| 2005 | 23,322  |
| 2006 | 58,224  |
| 2007 | 51,469  |
| 2008 | 30,479  |
| 2009 | 17,330  |
| 2010 | 18,640  |
| 2011 | 11,589  |
| 2012 | 465     |

## Галерея

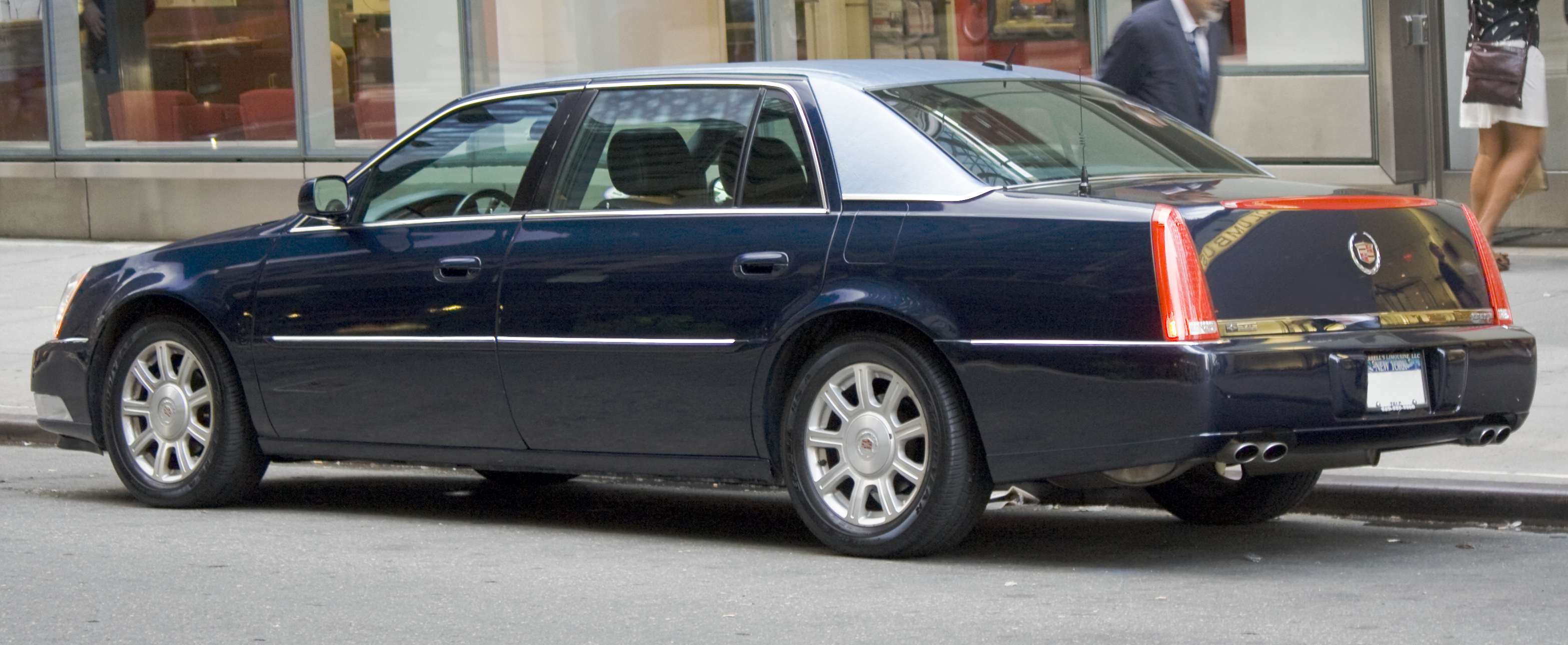
2008 Cadillac DTS-L
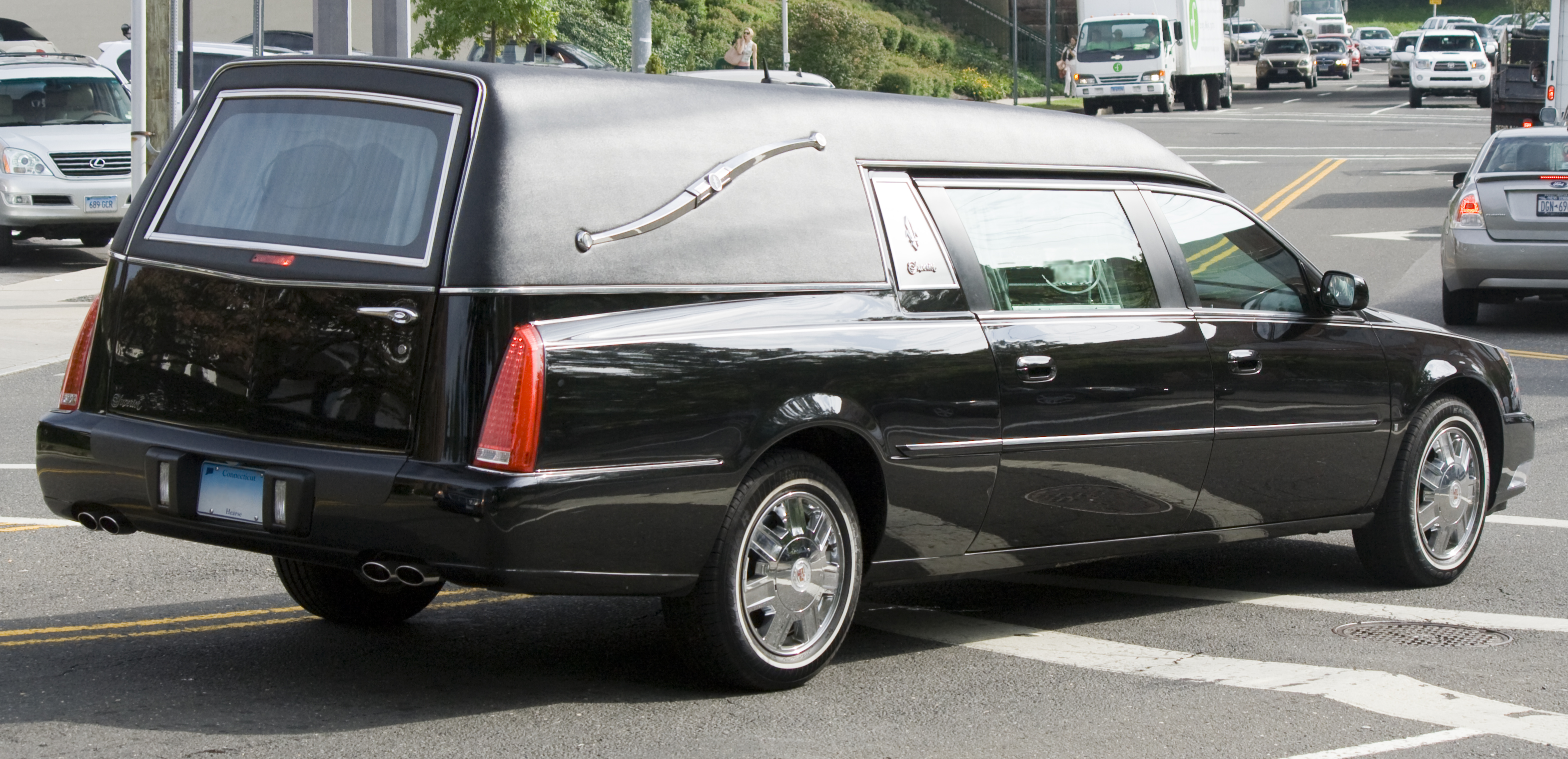
Катафалк
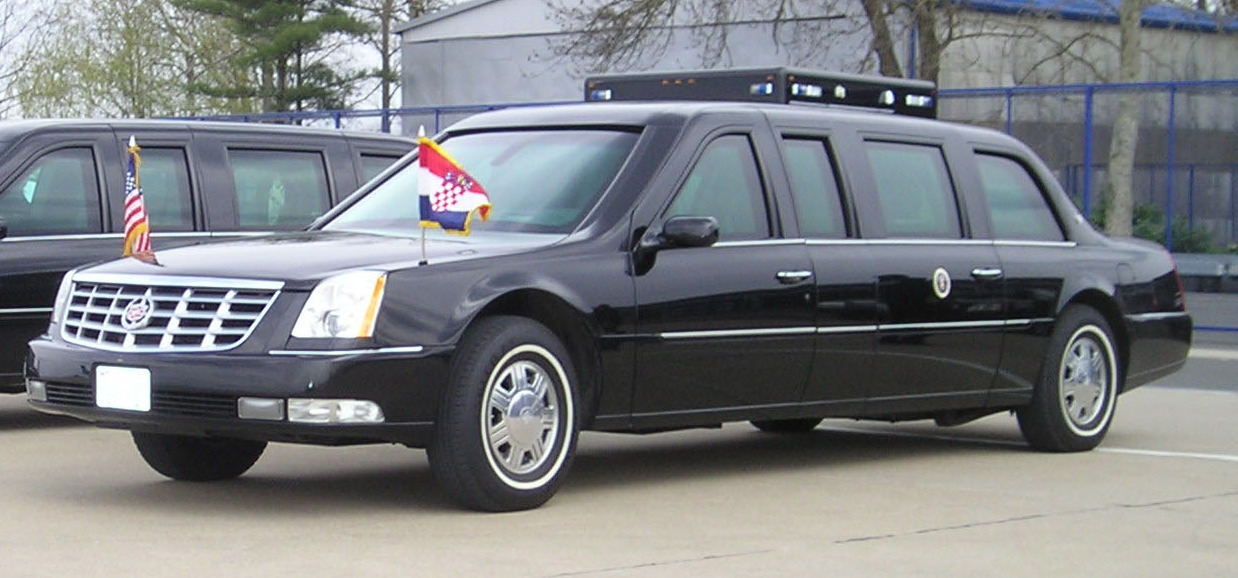
Служебный автомобиль президента США